# Nowa Galicja

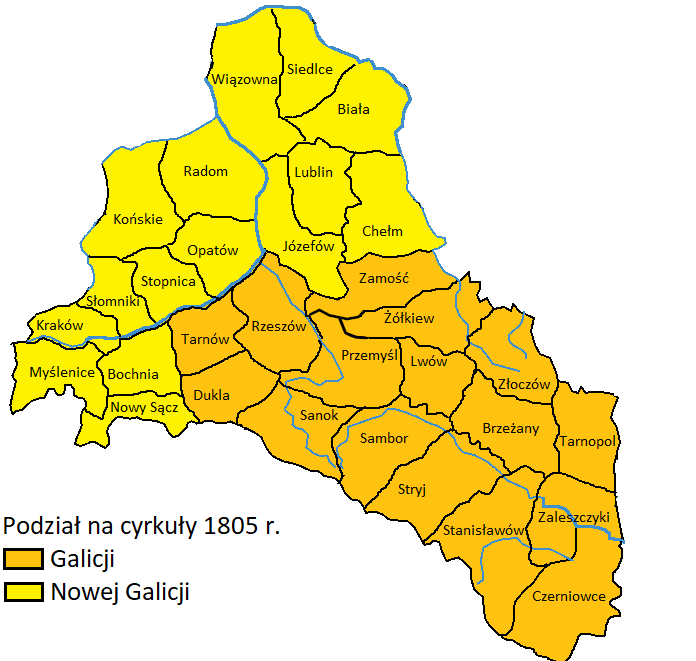
Podział Galicji i Nowej Galicji na cyrkuły na początku 1803 r.

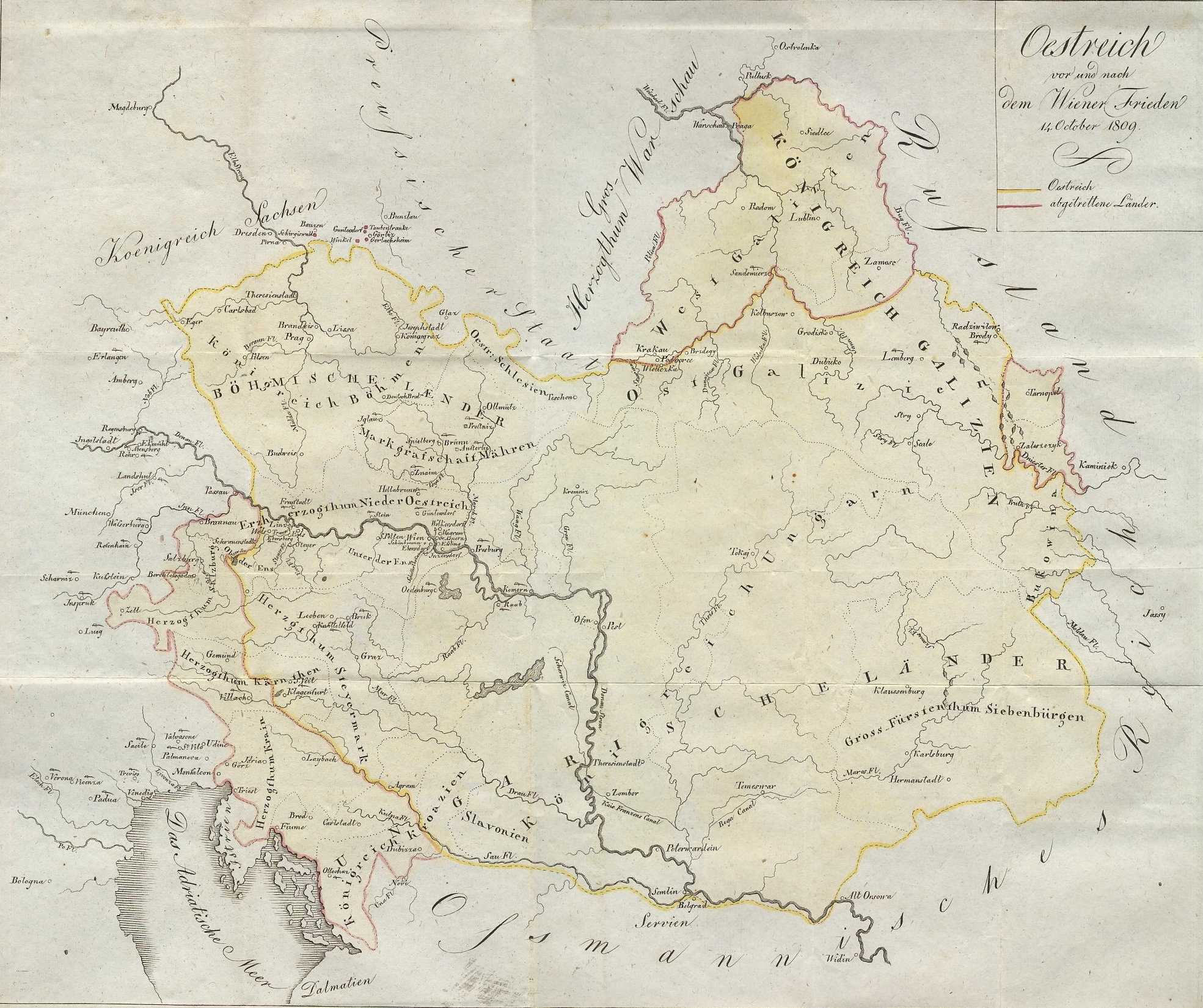
Zmiany terytorialne wskutek pokoju w Schönbrunnie, m.in. przekazanie Nowej Galicji i cyrkułu zamojskiego Księstwu Warszawskiemu

Nowa Galicja lub Galicja Zachodnia (niem. Neu-Galizien, West-Galizien) – w latach 1795–1803 jednostka podziału terytorialnego ziem polskich zagarniętych przez Austrię na mocy III rozbioru Polski w 1795. 
Obszar należał do Austrii w latach 1795–1809: 
- 1795–1797 – podporządkowany Zachodnio-Galicyjskiej Nadwornej Komisji Urządzającej,
- 1797–1803 – jako osobny kraj koronny,
- 1803–1809 – w składzie Królestwa Galicji i Lodomerii[3].

## Utworzenie
21 marca 1796 cesarz Franciszek II Habsburg wydał patent, formalnie włączający to terytorium do Austrii pod nazwą prowincji Galicji Zachodniej.
Swym zasięgiem objęła tereny byłych województw I Rzeczypospolitej: lubelskiego, sandomierskiego, a także części: krakowskiego, mazowieckiego, ruskiego, brzeskolitewskiego i podlaskiego.

## Podział administracyjny
W lipcu 1796 Galicja Zachodnia została podzielona na 12 cyrkułów, podporządkowanych Zachodnio-Galicyjskiej Nadwornej Komisji Urządzającej, a od 1797 Gubernium Krajowemu dla Galicji Zachodniej w Krakowie pod prezydencją komisarza radcy dworu Johanna Wenzla von Margelika. Przy czym wprowadzony wówczas podział ulegał w kolejnych kilku latach zmianom. Ze względu na brak odpowiednich budynków nadających się na siedziby starostów i innych urzędników cyrkularnych (3-4 komisarzy, sekretarza, 2 kancelistów) zmianie uległy siedziby niektórych cyrkułów. Np. siedzibę cyrkułu łukowskiego przeniesiono z Łukowa do Radzynia ze względu na okazały pałac Potockich.
| Lp. | 1796                | 1796              | 1801                | 1801              | Przynależność administracyjna w I RP |
| Lp. | Nazwa               | Siedziba          | Nazwa               | Siedziba          | Przynależność administracyjna w I RP |
| --- | ------------------- | ----------------- | ------------------- | ----------------- | --- |
| 1   | cyrkuł bialski      | Biała Podlaska    | cyrkuł bialski      | Biała Podlaska    | południowa część ziemi mielnickiej, zachodnia część województwa brzeskolitewskiego |
| 2   | cyrkuł chełmski     | Chełm             | cyrkuł chełmski     | Chełm             | ziemia chełmska, ziemia krasnostawska, ziemia parczewska |
| 3   | cyrkuł józefowski   | Józefów nad Wisłą | cyrkuł józefowski   | Józefów nad Wisłą | południowo-zachodnia część województwa lubelskiego |
| 4   | cyrkuł kielecki     | Kielce            | cyrkuł stopnicki    | Stopnica          | powiat wiślicki, część powiatu chęcińskiego, po 1793 ziemia proszowska; od 1800 także Działoszyce, Kazimierza Wielka i Skalbmierz                                                                                    |
| 5   | cyrkuł konecki      | Końskie           | cyrkuł konecki      | Końskie           | powiat opoczyński, części powiatów: ksiąskiego, chęcińskiego i radomskiego, po 1793 ziemia chęcińska |
| 6   | cyrkuł krakowski    | Kraków            | cyrkuł krakowski    | Kraków            | powiat krakowski, proszowicki i część lelowskiego, po 1793 ziemia krakowska |
| 7   | cyrkuł lubelski     | Lublin            | cyrkuł lubelski     | Lublin            | wschodnia część województwa lubelskiego (bez ziemi łukowskiej) |
| 8   | cyrkuł łukowski     | Łuków             | cyrkuł radzyński    | Radzyń            | ziemia łukowska (bez Siedlec) |
| 9   | cyrkuł miński       | Mińsk Mazowiecki  | cyrkuł wiązowieński | Wiązowna          | południowa część ziemi nurskiej (do 1793), wschodnia część ziemi warszawskiej, zachodnia część ziemi liwskiej, wschodnia część ziemi czerskiej (do 1793), większość ziemi stężyckiej                                 |
| 10  | cyrkuł radomski     | Radom             | cyrkuł radomski     | Radom             | powiat radomski, powiat warecki, po 1793 ziemia radomska |
| 11  | cyrkuł sandomierski | Sandomierz        | cyrkuł opatowski    | Opatów            | powiat sandomierski, po 1793 ziemia sandomierska |
| 12  | cyrkuł siedlecki    | Siedlce           | cyrkuł siedlecki    | Siedlce           | północna część ziemi łukowskiej (z Siedlcami), wschodnia część ziemi liwskiej (z Liwem), południowo-zachodnia część województwa podlaskiego (z Węgrowem i Sokołowem), zachodnia część ziemi mielnickiej (z Łosicami) |

Na przełomie 1801 i 1802 likwidacji uległ cyrkuł radzyński (łukowski), a jego terytorium podzielone zostało między sąsiednie cyrkuły. Z ziem przyłączonych od Prus (okręg olkuski, fragment ziemi żarnowieckiej po 1793), po przyłączeniu części cyrkułu stopnickiego utworzono cyrkuł słomnicki.
| 1802                | 1802              | Zmiany granic                                                                                               |
| Nazwa               | Siedziba          | Zmiany granic                                                                                               |
| ------------------- | ----------------- | --- |
| cyrkuł bialski      | Biała Podlaska    | włączona wschodnia część zlikwidowanego na przełomie 1801/1802 cyrkułu radzyńskiego z Łukowem i Radzyniem   |
| cyrkuł chełmski     | Chełm             | |
| cyrkuł józefowski   | Józefów nad Wisłą | |
| cyrkuł konecki      | Końskie           | włączenie Kielc                                                                                             |
| cyrkuł krakowski    | Kraków            | |
| cyrkuł lubelski     | Lublin            | włączenie Kocka, Łysobyków ze zlikwidowanego cyrkułu radzyńskiego                                           |
| cyrkuł opatowski    | Opatów            | |
| cyrkuł radomski     | Radom             | |
| cyrkuł siedlecki    | Siedlce           | włączenie północnej części zlikwidowanego cyrkułu radzyńskiego                                              |
| cyrkuł słomnicki    | Słomniki          | cyrkuł utworzony z połączenia uzyskanego od Prus okręgu olkuskiego i zachodniej części cyrkułu stopnickiego |
| cyrkuł stopnicki    | Stopnica          | odłączenie Działoszyc, Kielc                                                                                |
| cyrkuł wiązowieński | Stanisławów       | włączenie pozostałej części ziemi stężyckiej ze zlikwidowanego cyrkułu radzyńskiego                         |

Na podstawie dekretu cesarza Franciszka II z 13 maja 1803, z dniem 1 listopada 1803 Nowa Galicja została podporządkowana  Gubernium Galicji we Lwowie.
Wtedy też dokonano zmniejszenia liczby cyrkułów o połowę łącząc ze sobą sąsiednie cyrkuły. Każdy cyrkuł był podzielony na trzy okręgi.
| 1803             | 1803           | Terytorium                                      | Okręgi                         |
| Nazwa            | Siedziba       | Terytorium                                      | Okręgi                         |
| ---------------- | -------------- | ----------------------------------------------- | ------------------------------ |
| cyrkuł kielecki  | Kielce         | dotychczasowe cyrkuły: konecki i stopnicki      | Opoczno, Kielce, Stopnica      |
| cyrkuł krakowski | Kraków         | dotychczasowe cyrkuły: krakowski i słomnicki    | Kraków, Olkusz, Żarnowiec      |
| cyrkuł lubelski  | Lublin         | dotychczasowe cyrkuły: lubelski i józefowski    | Lublin, Kraśnik, Kazimierz     |
| cyrkuł radomski  | Radom          | dotychczasowe cyrkuły: radomski i opatowski     | Radom, Opatów, Staszów         |
| cyrkuł siedlecki | Siedlce        | dotychczasowe cyrkuły: siedlecki i wiązowieński | Siedlce, Stanisławów, Garwolin |
| cyrkuł włodawski | Biała Podlaska | dotychczasowe cyrkuły: bialski i chełmski       | Biała Podlaska, Włodawa, Chełm |

Krótko przed włączeniem Nowej Galicji do Galicji istniała koncepcja przyłączenia do Nowej Galicji (West Galizien) cyrkułów myślenickiego, sądeckiego i bocheńskiego z ziem zagarniętych po I rozbiorze (z Galicji właściwej).

## Władze

### Komisarz
- Johann Wenzel von Margelik radca dworu 16 marca 1796–1801

### Gubernatorzy
- hrabia Johann Graf von Trautmannsdorf 6 lutego 1801–1803
- Anton Baum von Apfelhofen (pełniący obowiązki) czerwiec 1803 – 1 listopada 1803

## Epilog
Po zwycięskiej dla wojsk polskich wojnie polsko-austriackiej, administrację nad wyzwolonymi ziemiami Nowej Galicji przejął z rąk Gubernium we Lwowie Rząd Centralny Wojskowy Tymczasowy Obojga Galicji. Zgodnie z postanowieniami podpisanego 14 października 1809 pokoju w Schönbrunnie, Nowa Galicja i cyrkuł zamojski (z I rozbioru) zostały włączone do Księstwa Warszawskiego.

## Mapy

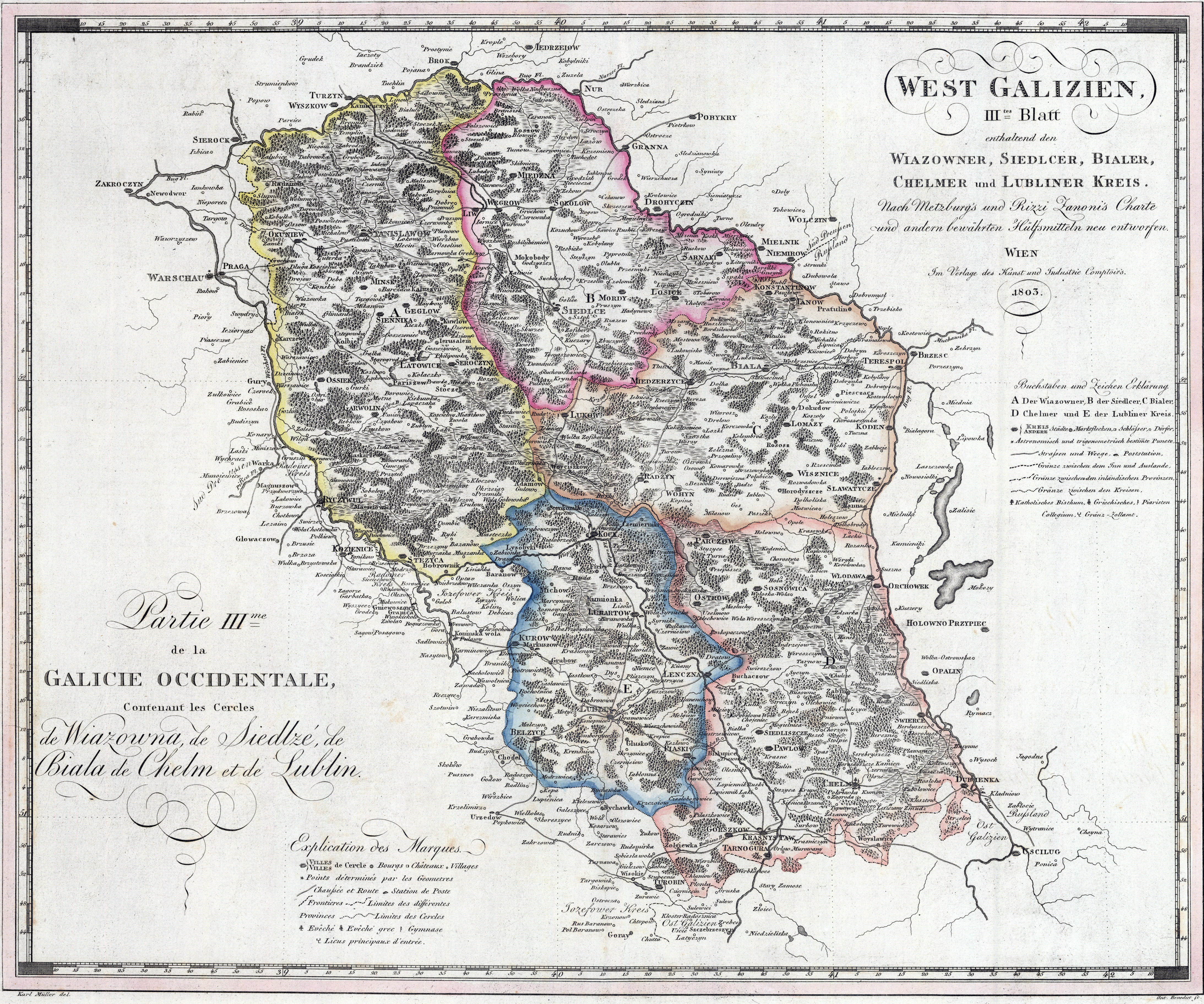
Północno-wschodnia część Nowej Galicji - cyrkuły: wiązowieński, siedlecki, bialski, chełmski i lubelski - według stanu na początek 1803 – po likwidacji cyrkułu radzyńskiego w 1802, a przed reformą z maja 1803
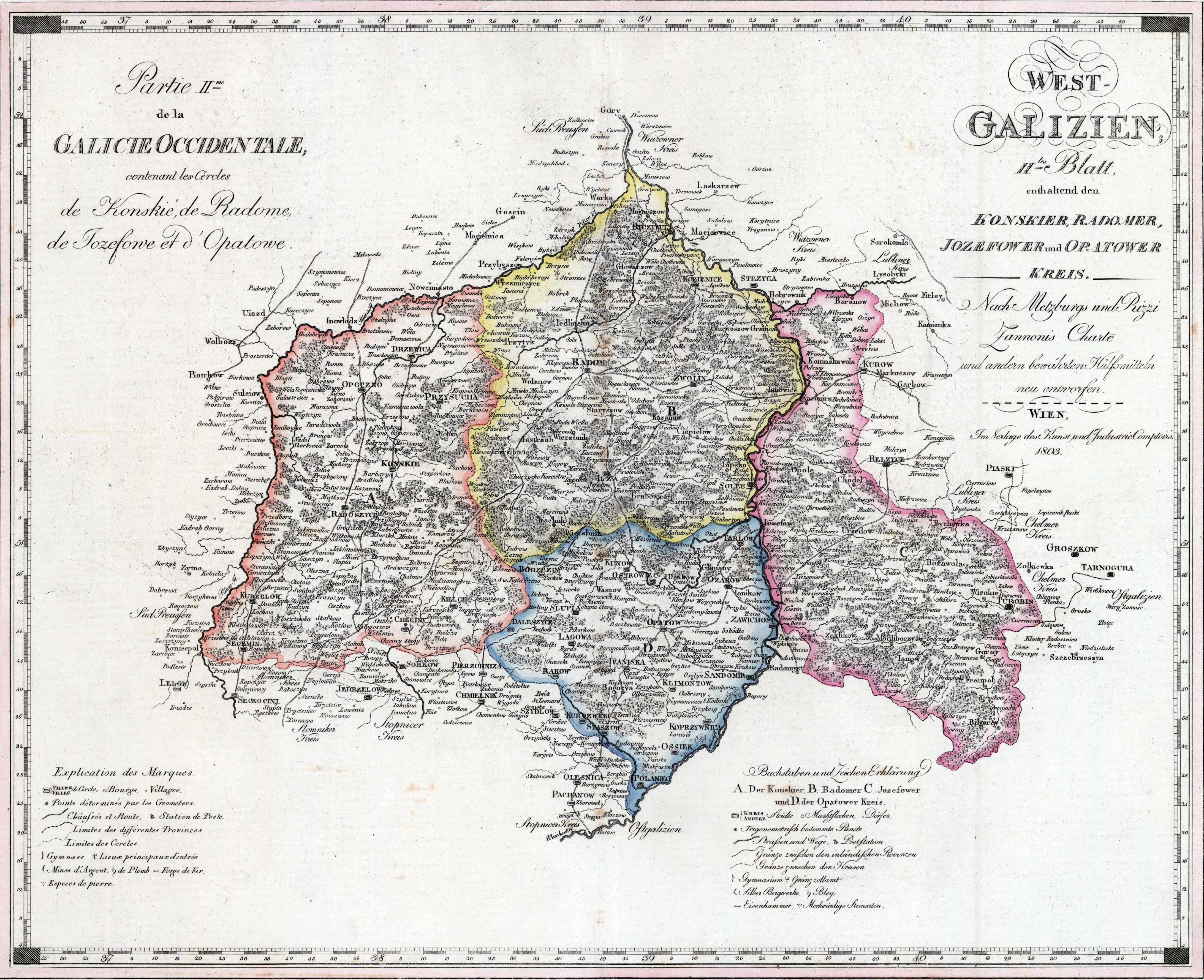
Środkowa część Nowej Galicji - cyrkuły: konecki, radomski, józefowski, opatowski - według stanu na początek 1803
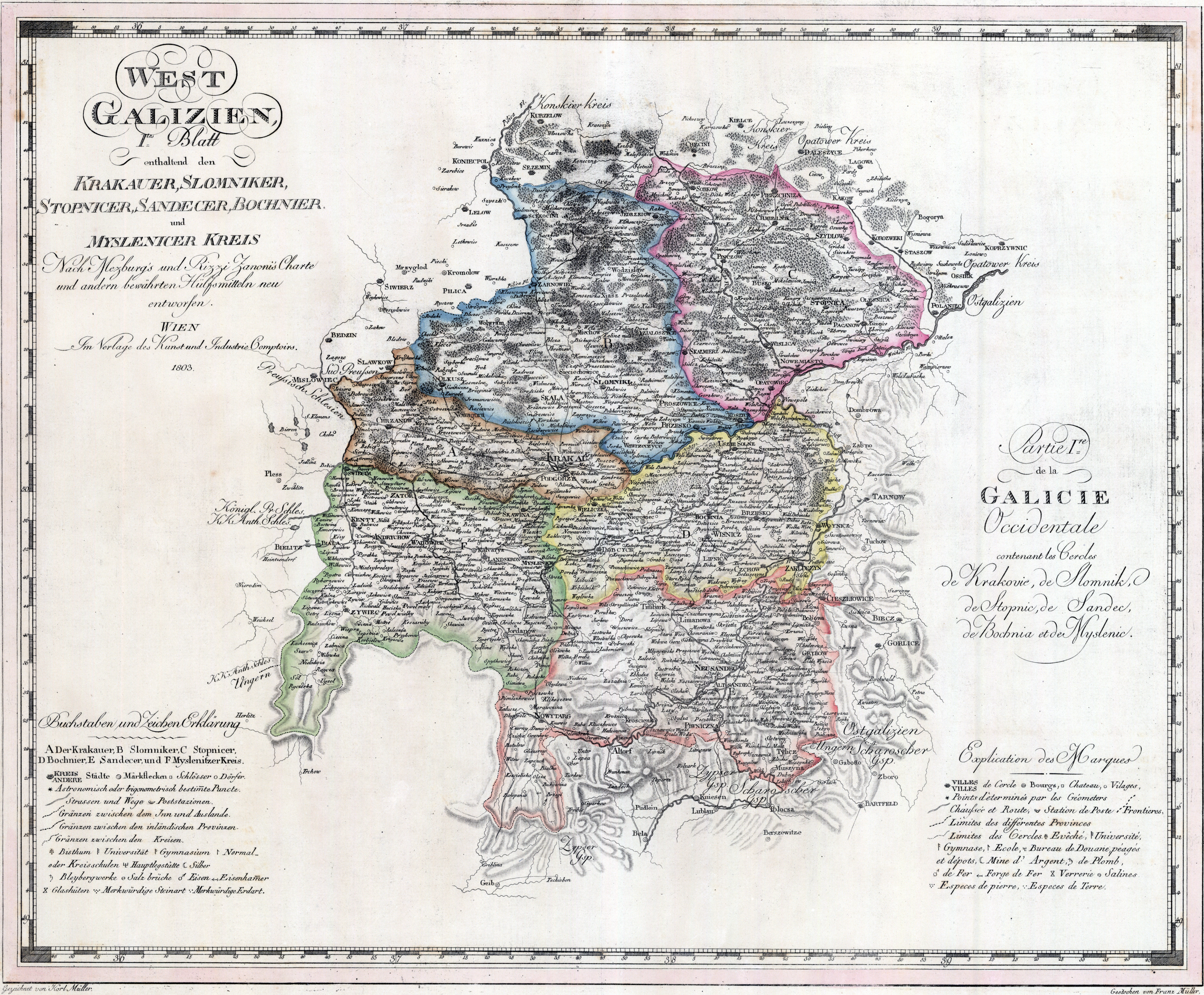
Południowo-zachodnia część Nowej Galicji - cyrkuły: krakowski, słomnicki i stopnicki - według stanu na początek 1803. Na mapie ukazano także cyrkuły: myślenicki, bocheński, nowosądecki, które nie były częścią Nowej Galicji i już przed 1803 podlegały Gubernium Galicji we Lwowie; dotyczy to też prawobrzeżnej części cyrkułu krakowskiego z Podgórzem.